# ボールドウィンRF-16形ディーゼル機関車
ボールドウィンRF-16は、1950年から1953年の間にアメリカのボールドウィン・ロコモティブ・ワークスが製造した本線用の4動軸の貨物用電気式ディーゼル機関車である。Aユニット109両、Bユニット51両の計160両が製造された。
外観はシャークノーズと呼ばれるデザインである。今日の旅客用機関車のように、収納式の連結器をカウキャッチャーに備える。台車はAAR B形台車である。台枠は従前のシャークノーズと異なり鋳造タイプではなく、組み立て式である。
EMDやアルコといった競合他社の車両と異なり、スロットルは空気圧で補助するタイプであった。これはそれらの車両を総括制御しないという前提に立ったものであった。

## 歴史
1948年、ボールドウィンはキャブ・ユニットのラインナップに「シャークノーズ」のスタイルを加え、DR-6-4-2000で採用した。レイモンド・ローウィがデザインしたこの形状は競合他社と一線を画すとともに、故障の多かった従来のボールドウィン製の機関車のイメージを打破するものであった。
同様の形状の機関車の製造をいくつか経たあとに設計されたRF-16は、信頼性と強い牽引力により賞賛をもって迎えられた。多くは石炭牽引の列車に充当され、それは本形式の用途としては最も適切な使われ方であった。一部はより大出力であるアルコのエンジンに交換された。
ボルチモア・アンド・オハイオ鉄道（B&O）は1962年に、もっとも多くの本形式を所有していたペンシルバニア鉄道（PRR）は1966年に、本形式の使用を停止した。1967年、マノンガヘイラ鉄道はニューヨーク・セントラル鉄道（NYC）からAユニットを7両、Bユニットを2両購入した。それらは、もっともあとまで使用されていた車両であった。
1971年までに、ロードナンバー1205号・1216号の2両を除き解体された。その2両も1974年にスクラップとして売却されたが、デラウェア・アンド・ハドソン鉄道（D&H）がスクラップ業者より引き上げたために解体を免れた。2両はD&Hにおいて1978年まで貨物輸送で使用された後、ミシガン州のカストロライトに譲渡された。
その後は1979年からリース車両としてミシガン・ノーザン鉄道で使用され、後にエスカナーバ・アンド・レイク・スペリオル鉄道（E&LS）へ売却されたが、1982年秋にクランクシャフトの故障によって運用を離脱した。それ以降は2両ともE&LSにおいて保管されており、整備の上で保存展示する計画もあるものの、経済上の理由から2021年現在も進展はない。

## 新製時の所有者
| Railroad                                | 両数 Aユニット | 両数 Bユニット | Aユニット ロードナンバー                    | Bユニット ロードナンバー                            | 備考                                                             |
| --------------------------------------- | -------------- | -------------- | ------------------------------------------- | --------------------------------------------------- | ---------------------------------------------------------------- |
| ボルチモア・アンド・オハイオ鉄道（B&O） | 19             | 12             | 851/851A-865/865A（奇数）、 867-871（奇数） | 851X-861X（奇数）、865X、867X/867AX-871X/AX（奇数） | のちにAユニットは4202-4220に、Bユニットは5202-5214に順不同に改番 |
| ニューヨーク・セントラル鉄道（NYC）     | 18             | 8              | 3804-3821                                   | 3702-3729                                           | Aユニットは1204-1221に改番                                       |
| ペンシルバニア鉄道（PRR）               | 72             | 31             | 2000A-2027A、9594A-9599A、9708A-9745A       | 2000B-2026B、9594B-9598B、9708B-9724B（全車偶数）   | Aユニットは1204-1221に改番                                       |
| 合計                                    | 109            | 51             |                                             |                                                     |                                                                  |

## 登場作品
イギリスで製作されたアニメ「チャギントン」では、この機関車をモデルにしたチャッツワースという名前のキャラクターが登場する。